# IC 3819
IC 3819 ist eine linsenförmige Galaxie vom Hubble-Typ S0 im Sternbild Rabe. Sie ist schätzungsweise 609 Millionen Lichtjahre von der Milchstraße entfernt. 
Die Galaxie wurde am 10. Mai 1899 von Herbert Howe entdeckt.